# Ding Jianhong
Ding Jianhong (丁建红S, Dīng JiànhóngP; Dafeng, 18 gennaio 1983) è un'ex cestista cinese.

## Carriera
Con la Cina ha disputato i Campionati mondiali del 2002.